# Langenhagen (Nedersaksen)
Langenhagen is een gemeente in de Duitse deelstaat Nedersaksen en maakt als selbständige Gemeinde deel uit van de Regio Hannover.
Langenhagen, dat direct ten noorden van de eigenlijke stad Hannover ligt, telt 54.684 inwoners.

## Stadsdelen
Langenhagen had per 31 januari 2022 volgens de gemeentelijke bevolkingsadministratie circa 56.300 inwoners. De gemeente bestaat uit de volgende stadsdelen:
- Kernstad Langenhagen, 33.700 inwoners, nader onderverdeeld in:
  - Langenhagen-Mitte
  - Langenforth
  - Brink, incl. Wiesenau
  - Alt-Langenhagen
- Engelbostel, 3.000 inwoners, incl. Kananohe, in het westen van de gemeente
- Godshorn, 6.600 inw., direct ten westen van Langenhagen-stad en ten zuiden van de luchthaven
- Kaltenweide, in het noorden van de gemeente, 8.100 inw., incl.:
  - Altenhorst
  - Hainhaus
  - Maspe
  - Siedlung Twenge
  - Twenge
  - Kiebitzkrug
  - Wagenzelle
  - Weiherfeld, een grote nieuwbouwwijk
- Krähenwinkel, 2.600 inw., direct ten noordoosten van Langenhagen-stad
- Schulenburg, 2.300 inw., in het zuiden van de gemeente, tegen de A2 aan

Bron bevolkingscijfer: https://www.langenhagen.de/portal/seiten/zahlen-daten-fakten-900000032-30890.html Website gemeente Langenhagen. Afgerond op 100 personen. Peildatum 31 januari 2022.

### Wapensder stadsdelen

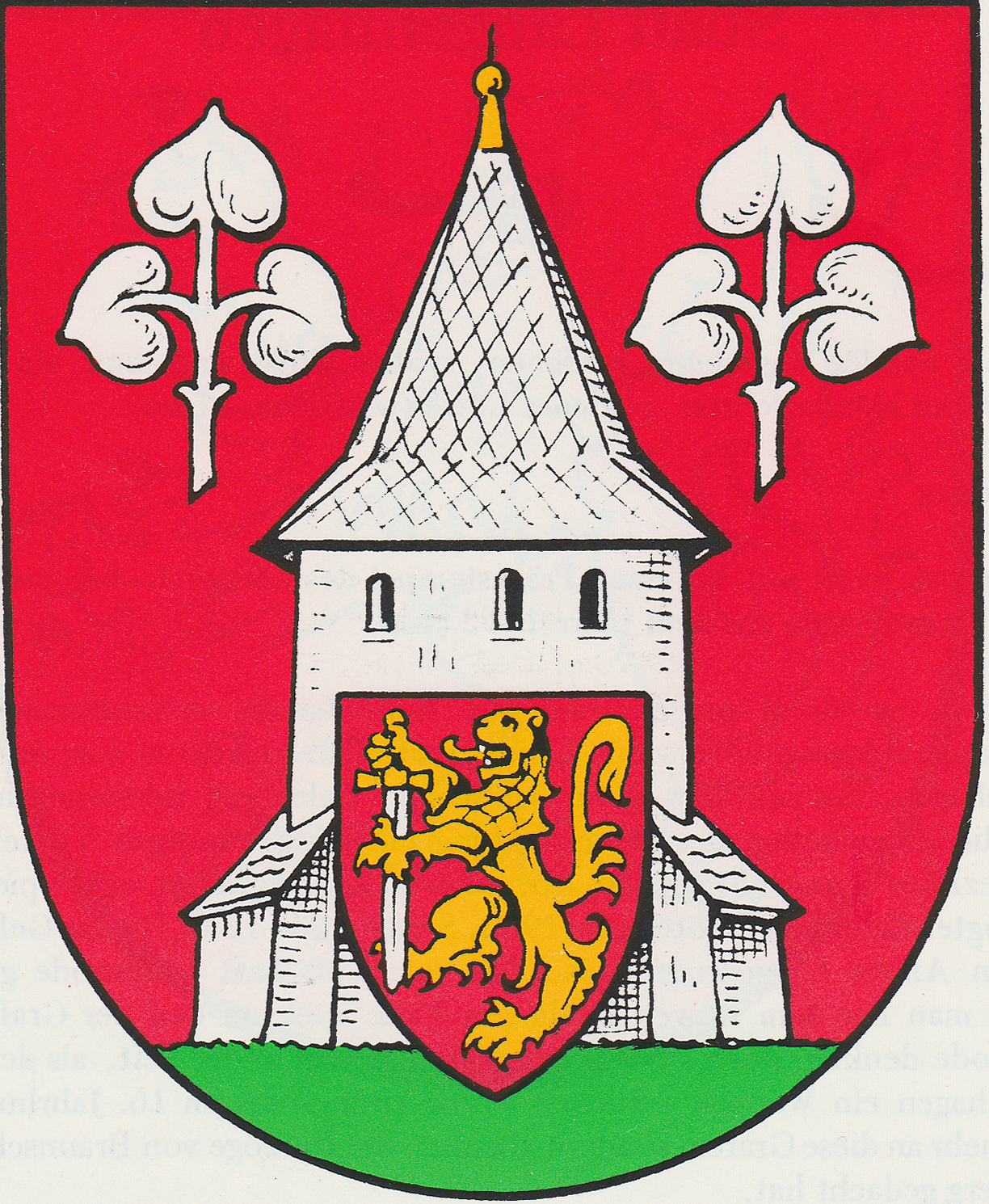
Engelbostel
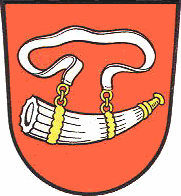
Godshorn
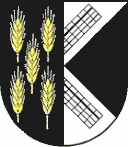
Kaltenweide
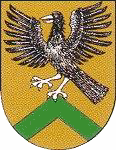
Krähenwinkel
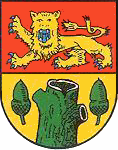
Schulenburg

Deze vijf stadsdelen waren tot 1974 zelfstandige gemeenten. In dat jaar werden deze plaatsen in het kader van een gemeentelijke herindeling bij Langenhagen gevoegd.

## Buurgemeentes
- Hannover (stad)
- Garbsen
- Wedemark
- Isernhagen

## Infrastructuur

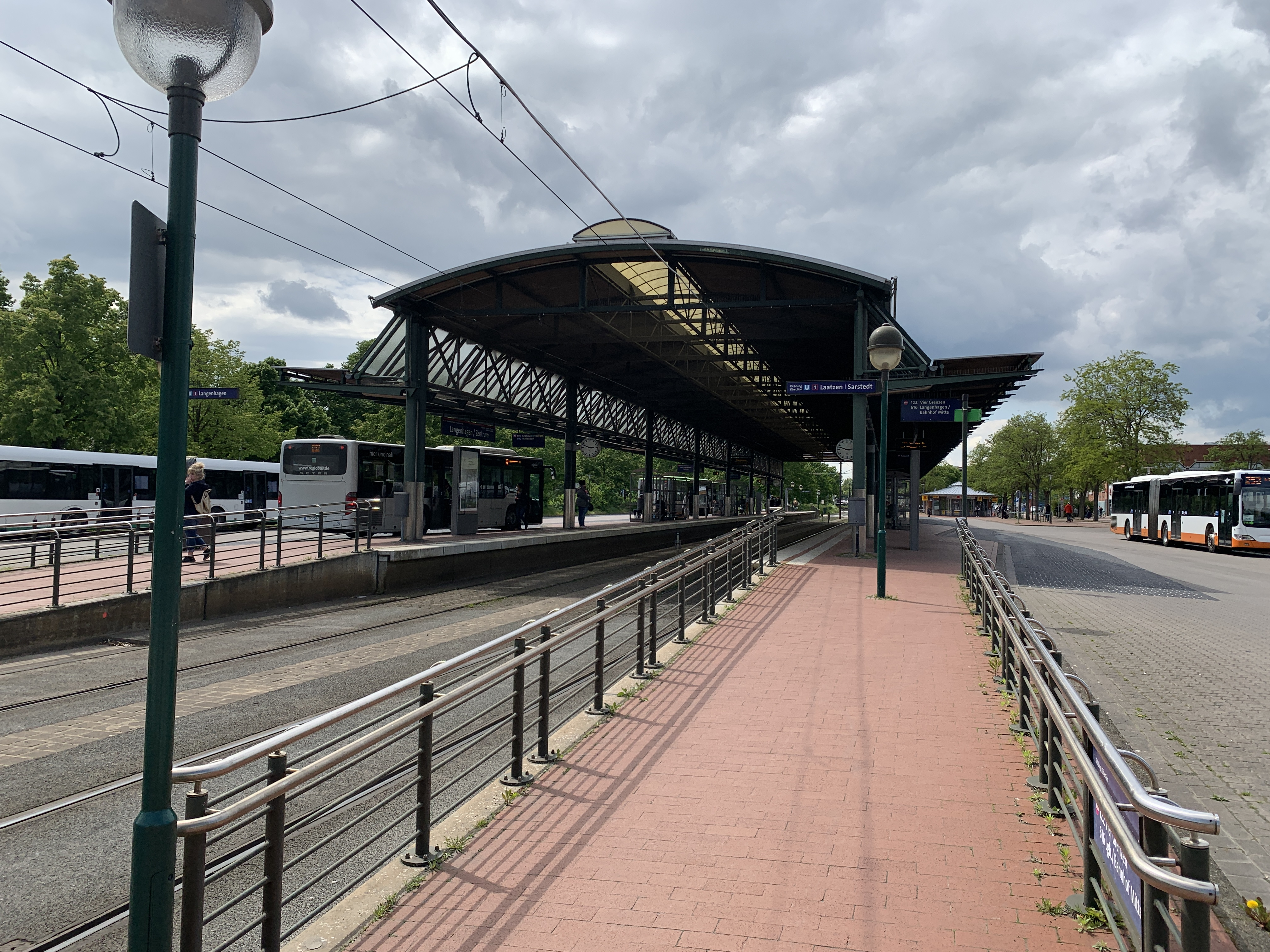
Tram-(Stadtbahn-)station Langenhagen-Zentrum

De belangrijkste hoofdverkeerswegen in Langenhagen zijn de Autobahn A2, de Autobahn A352 en de Bundesstraße 522, die afrit 44 van de A2 en de luchthaven met elkaar verbindt.
Langenhagen heeft stations ( o.a. Station Langenhagen-Kaltenweide, Station Langenhagen Pferdemarkt en Station Langenhagen Mitte) en halteplaatsen van zowel de S-Bahn van Hannover (zie: Spoorlijn Hannover - Bremervörde) als de stadstram van Hannover. Verder rijden diverse stads- en streekbuslijnen vanuit de stad Hannover door de gemeente.
Direct ten westen van de Kernstadt Langenhagen bevindt zich de in 1952 geopende luchthaven Hannover-Langenhagen, een van de grootste luchthavens in Duitsland. Rondom deze luchthaven liggen vier uitgestrekte bedrijventerreinen voor logistieke en industriële ondernemingen.

## Geschiedenis
Langenhagen en de daaronder ressorterende Ortsteile (behalve Krähenwinkel, dat pas na 1612 ontstond) zijn in de middeleeuwen rondom kerkjes of als Hagenhufendorf in bosontginningen ontstaan. Langenhagen, dat in de middeleeuwen Nienhagen heette,  verwierf in 1618 het marktrecht. Pas in 1959 verkreeg het van de regering van Nedersaksen het officiële stadsrecht. 
Van 1866 tot 1868 was de beroemde arts Robert Koch werkzaam te Langenhagen. Hij werkte in het toenmalige  grote krankzinnigengesticht, dat aan een invalsweg van Langenhagen lag en dat in de late 19e eeuw geen goede reputatie had, en zo bijdroeg aan een negatief imago van Langenhagen. Tegenwoordig staat op deze locatie een in de 20e eeuw sterk ingekrompen,  moderne, aan hoge eisen voldoende, psychiatrische zorginstelling.
Van begin oktober 1944 tot aan  de verwoesting ervan (door een geallieerd luchtbombardement)  begin januari 1945 bestond op de grens van Langenhagen en Hannover-stad het KZ-Außenlager Hannover-Langenhagen. Dit concentratiekamp voor Oost-Europese vrouwen was een buitenkamp van  Concentratiekamp Neuengamme. De gevangenen moesten van hieruit dwangarbeid in metaal verwerkende fabrieken verrichten.
In 1982 werd in de Philips-fabrieken in Langenhagen 's werelds eerste cd geperst. De eerste cd bevatte het album The Visitors van ABBA. Deze fabriek heeft in februari 2017 haar activiteiten beëindigd.
In 1974 werden enkele delen van Langenhagen, waaronder de locatie van het voormalige concentratiekamp en een belangrijke haven aan het Mittellandkanal, aan de stad Hannover toegevoegd.
Langenhagen ontwikkelde zich na de Tweede Wereldoorlog tot een voorstad van Hannover. Niet alleen ontstond bedrijvigheid rondom de luchthaven, maar ook een woonfunctie. Kenmerkend voor de naoorlogse stadsuitbreiding is het in 1981 geopende en in 2012 vernieuwde grote winkelcentrum (met overdekte markthal) CCL (City Center Langenhagen).
De stad moet voor  haar lange-termijn-stadsplanning rekening houden met beperkingen in de groeimogelijkheden, omdat de ligging nabij de start- en landingsbanen van de luchthaven en het bijbehorende vliegtuiglawaai in sommige delen van Langenhagen woningbouw (nagenoeg) onmogelijk maken.

## Economie

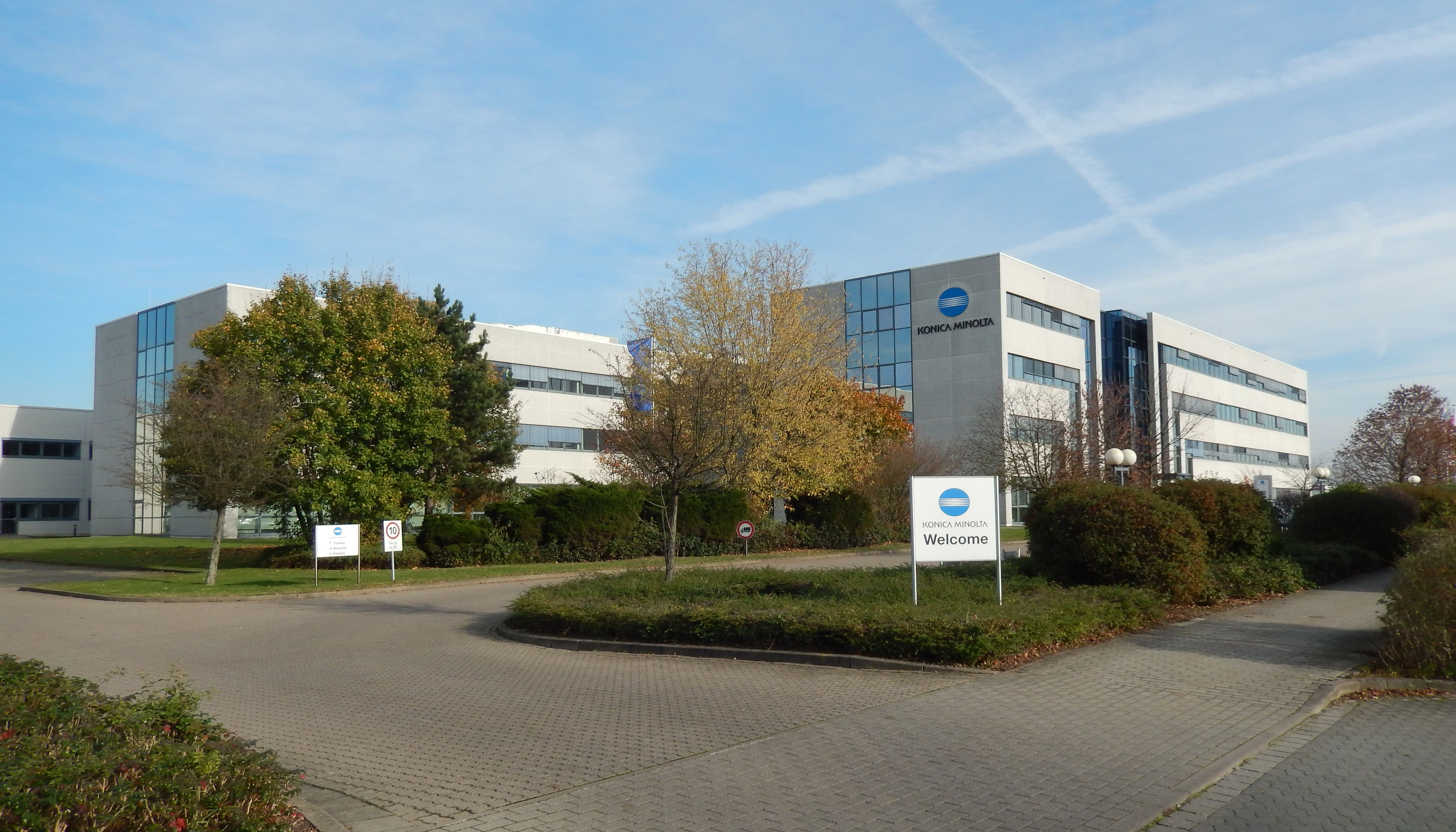
Kantoor Konica Minolta, Langenhagen

- Het Europese hoofdkantoor van het Japanse concern Konica Minolta is te Langenhagen gevestigd.
- Eén van de grootste tabakswarenfabrieken van het Duitse Reemtsma-concern staat te Langenhagen.
- MTU Aero Engines heeft een dochteronderneming met de naam MTU Maintenance met hoofdkantoor en één fabriek te Langenhagen. Dit bedrijf, met per 1-1-2022 2.300 werknemers te Langenhagen, onderhoudt motoren voor vliegtuigen en produceert onderdelen voor deze motoren.
- Tot de logistieke centra nabij de luchthaven van Hannover behoort een van de 14 locaties van Hermes Europe, gevestigd te Langenhagen-Godshorn. Dit is een van de grootste distributeurs van pakketjes in geheel Duitsland. Tot 2020 was dit een dochteronderneming van het postorderbedrijf Otto.
- De in 1998 in het leven geroepen Langenhager Tafel is één der grootste en oudste moderne voedselbanken van Duitsland.

## Bezienswaardigheden, natuurschoon
- De oude windmolen van Kaltenweide-Wagenzelle (in 1602 op een andere locatie dan de huidige gebouwd, en daarmee een van de oudste van Duitsland)
- De luchthaven Hannover-Langenhagen beschikt over een klein museum, genaamd Welt der Luftfahrt.
- De recreatieplas Silbersee is één der geliefdste plekken voor strandvermaak in de Regio Hannover. Verder is er een groot recreatiepark met diverse plassen ontwikkeld met de naam Wietzepark. Het ligt tussen Krähenwinkel, gemeente Langenhagen en de Niedernhägener Bauerschaft van Isernhagen. Het riviertje de Wietze stroomt er van zuid naar noord dwars doorheen en vormt de grens tussen beide gemeenten.
- Jaarlijks comedy- en cabaretfestival Mimuse
- Langenhagen bezit naar verhouding veel werken van beeldhouwkunst in parken en elders in de openbare ruimte, waaronder enige werken van hoge kwaliteit.
- De noordelijke rand van de gemeente is rijk aan natuurschoon (o.a. Kananoher Forst, een bosgebied, en diverse hoogveenreservaten).
- Bezienswaardig is de evangelisch-lutherse Martinuskerk te Engelbostel. De kerk dateert uit 1789, de toren is 15e-eeuws.

## Sport
De paardenrenbaan Galopprennbahn Neue Bult, geopend in 1973 door de draf- en rensportvereniging van Hannover, die al sinds 1867 bestaat, ligt in het oosten van het grondgebied van Langenhagen.
Het ijshockeystadion van Langenhagen is het belangrijkste centrum in geheel Duitsland van de gehandicaptensport sledgehockey.

## Afbeeldingen

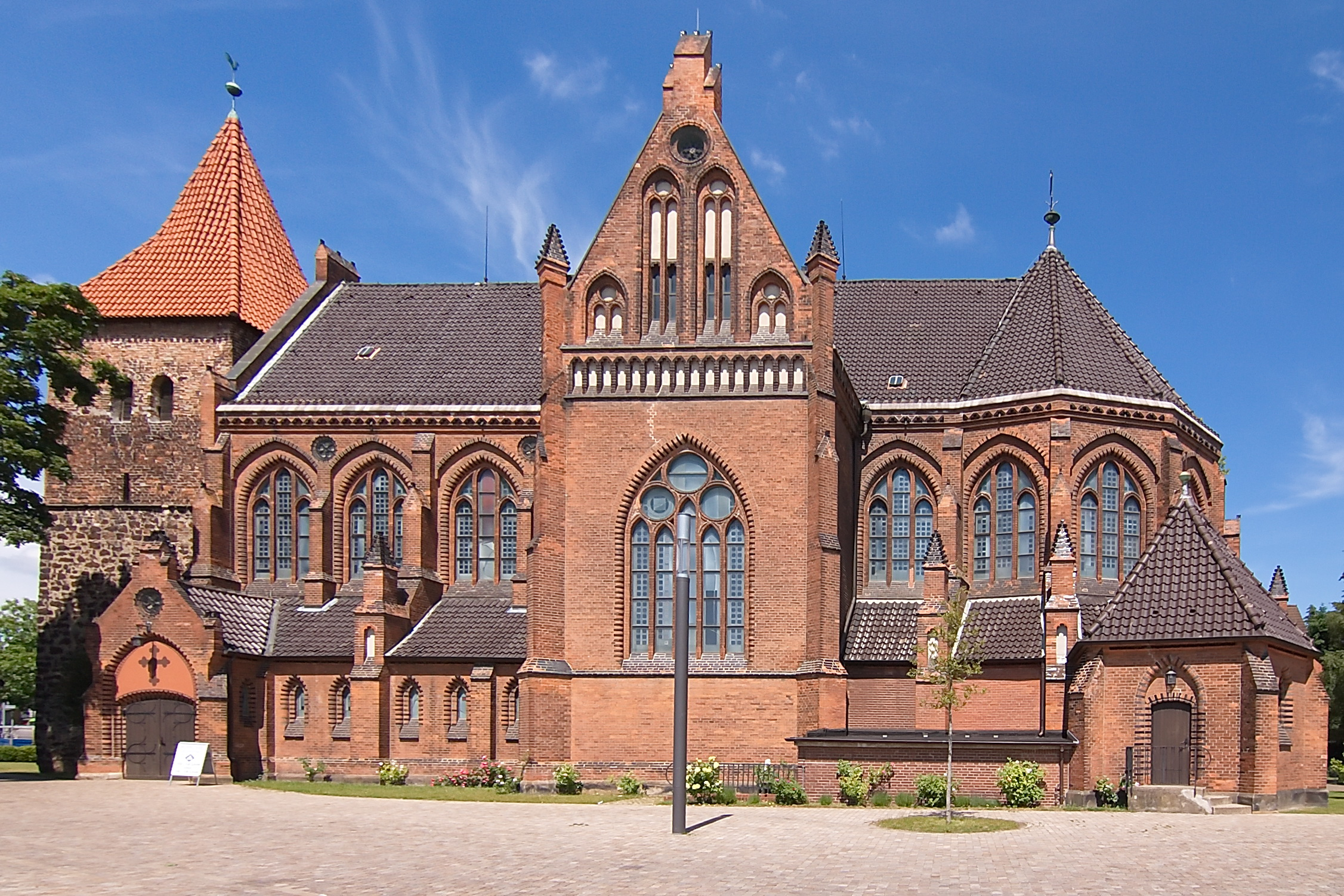
Evang.-lutherse Elisabethkerk, Langenhagen (1867)
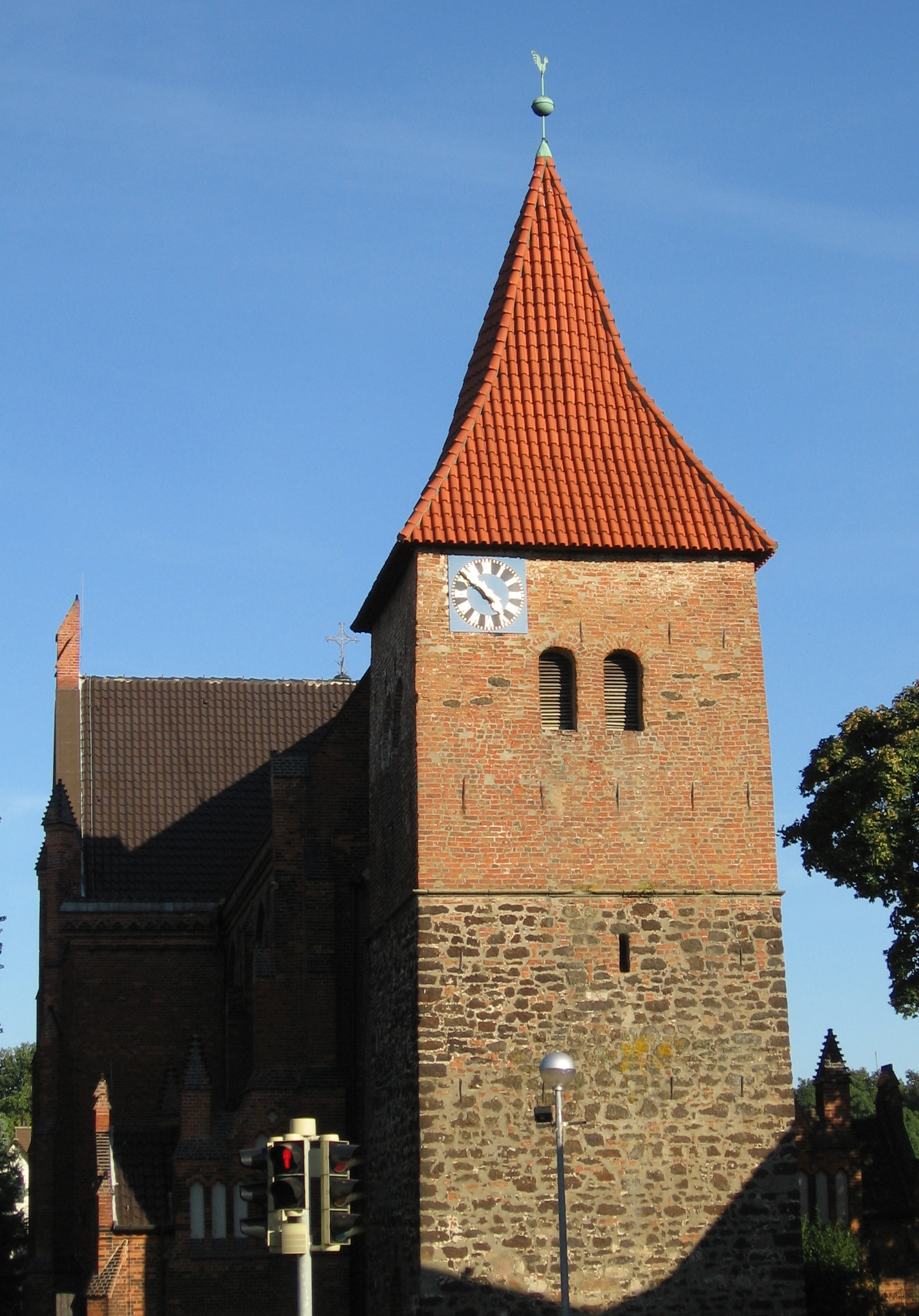
Toren van deze kerk (plm. 1600)
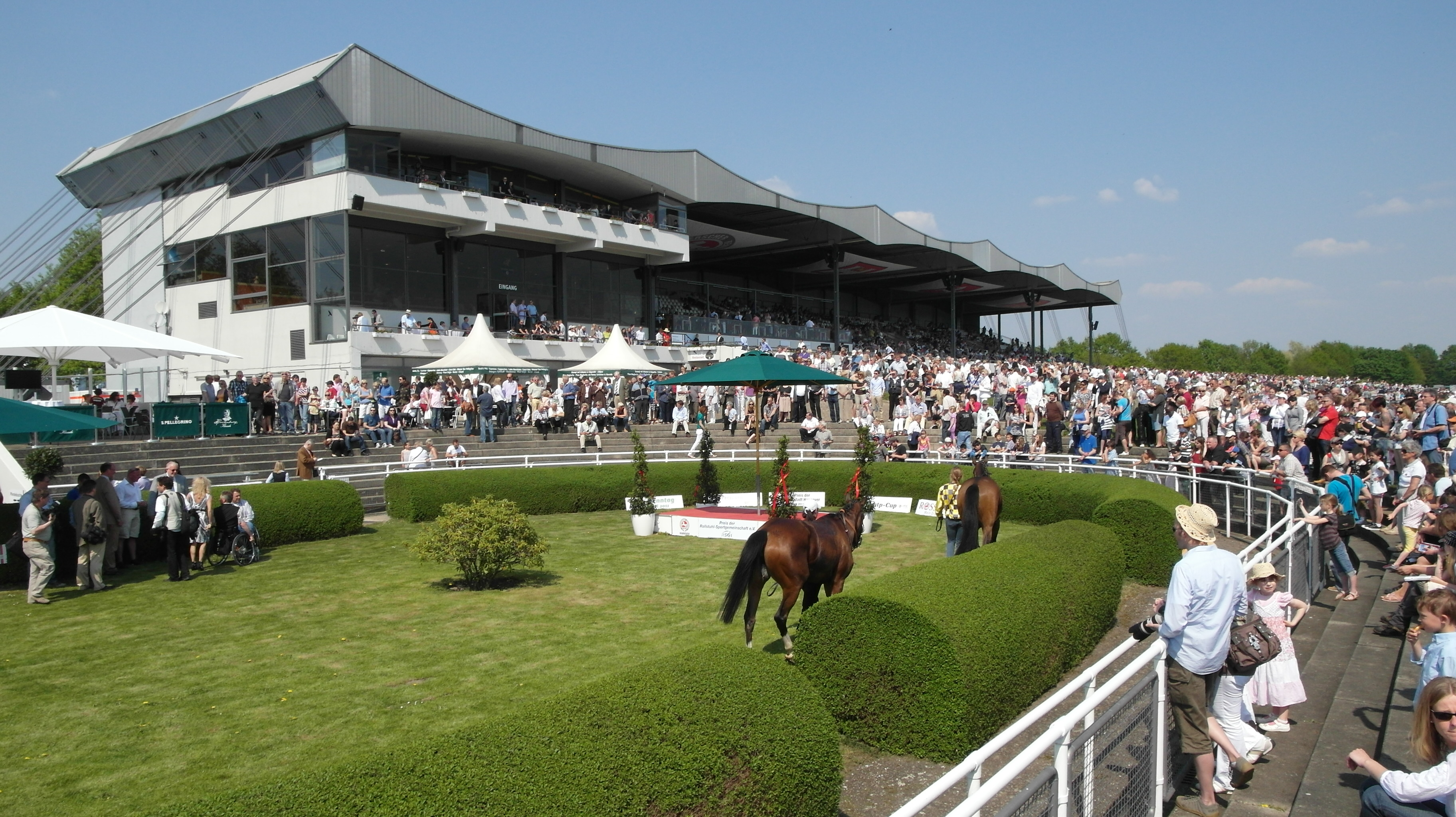
Paardenrenbaan Neue Bult
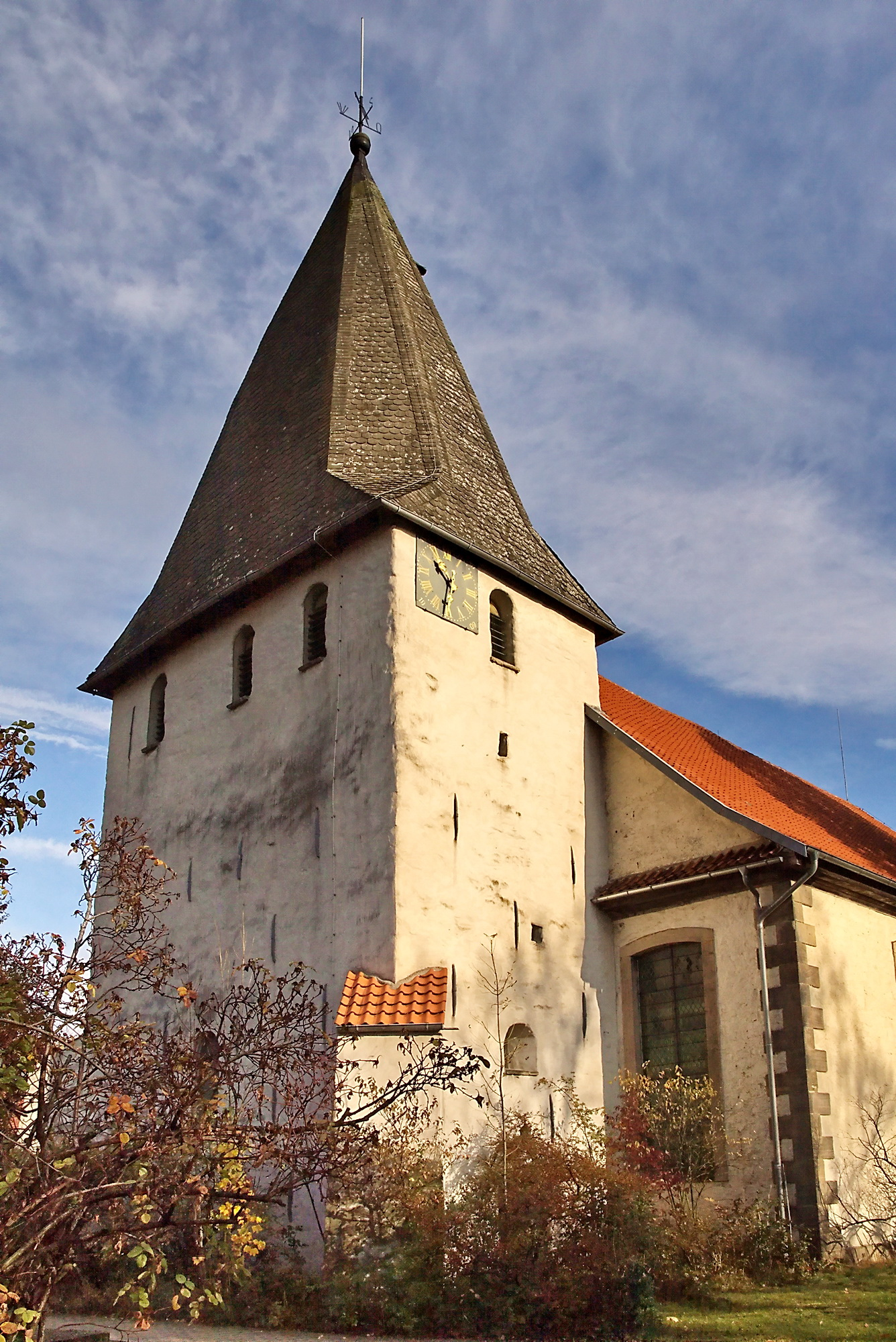
Martinuskerk, Engelbostel
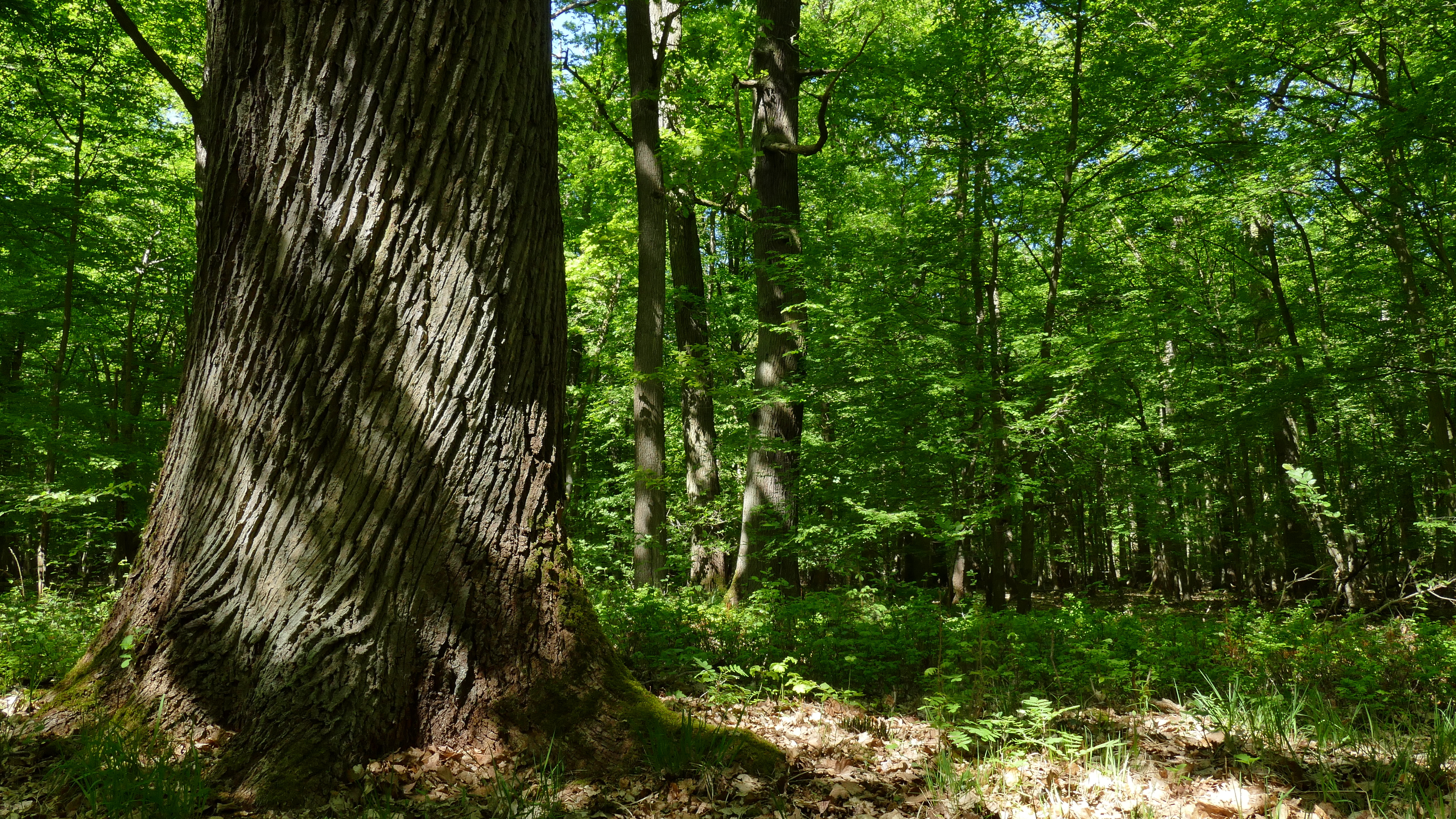
Bosreservaat Kananohe (45 ha), Langenhagen-Engelbostel
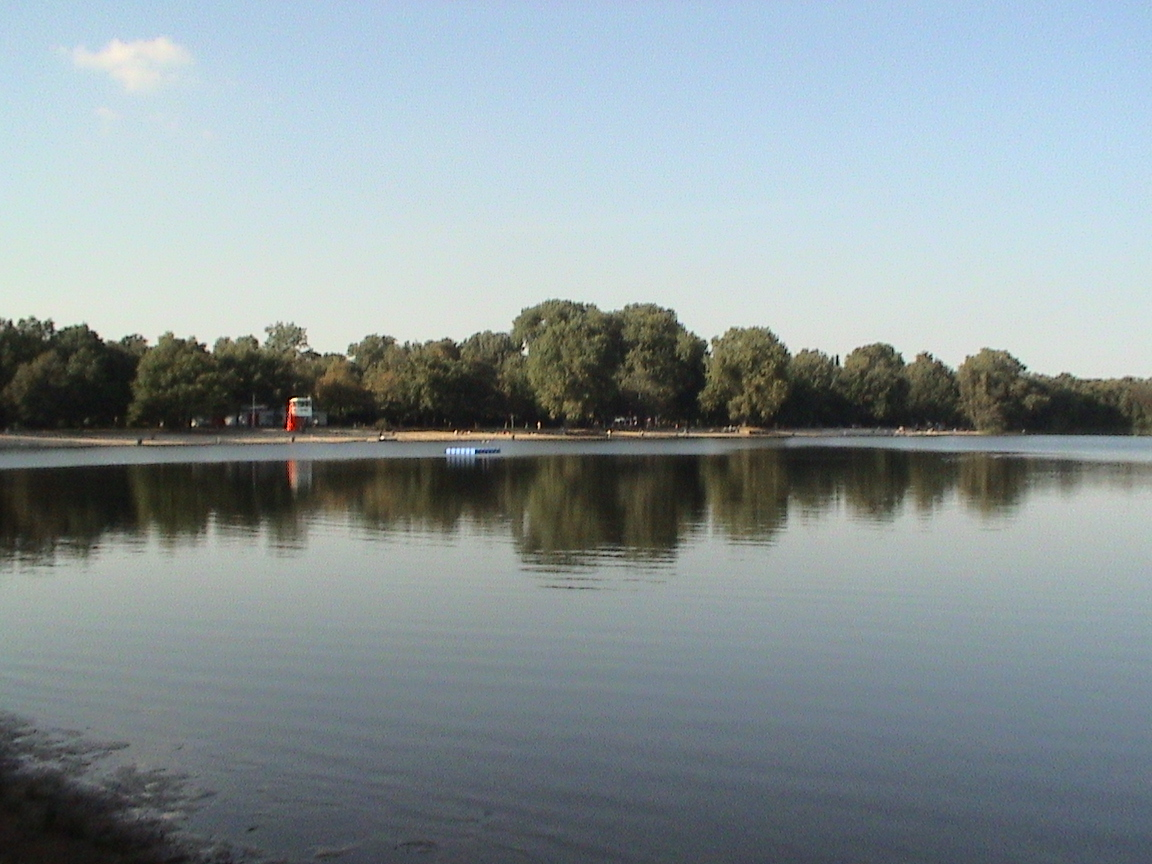
Recreatieplas Silbersee
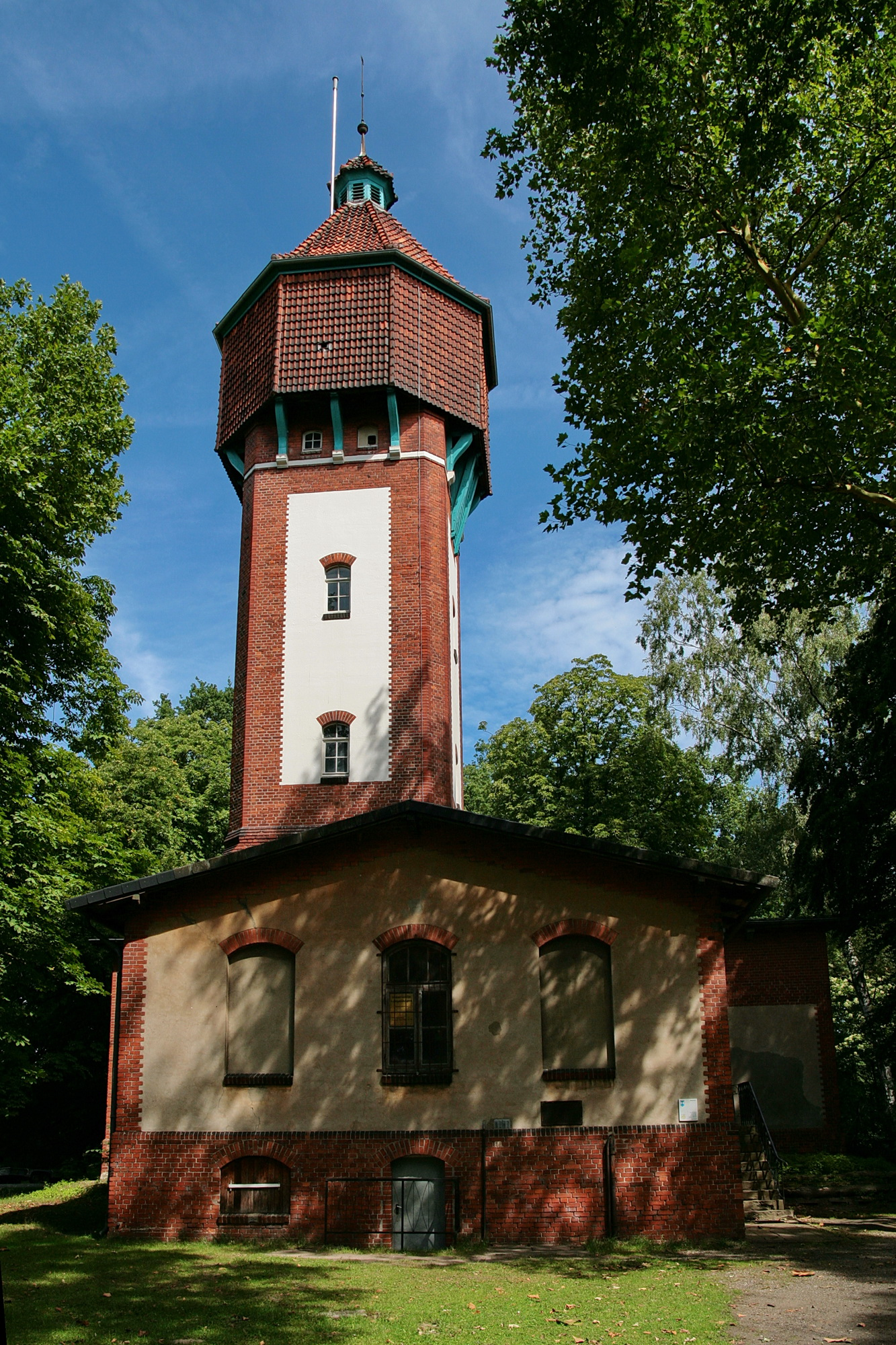
Voormalige watertoren (1905)
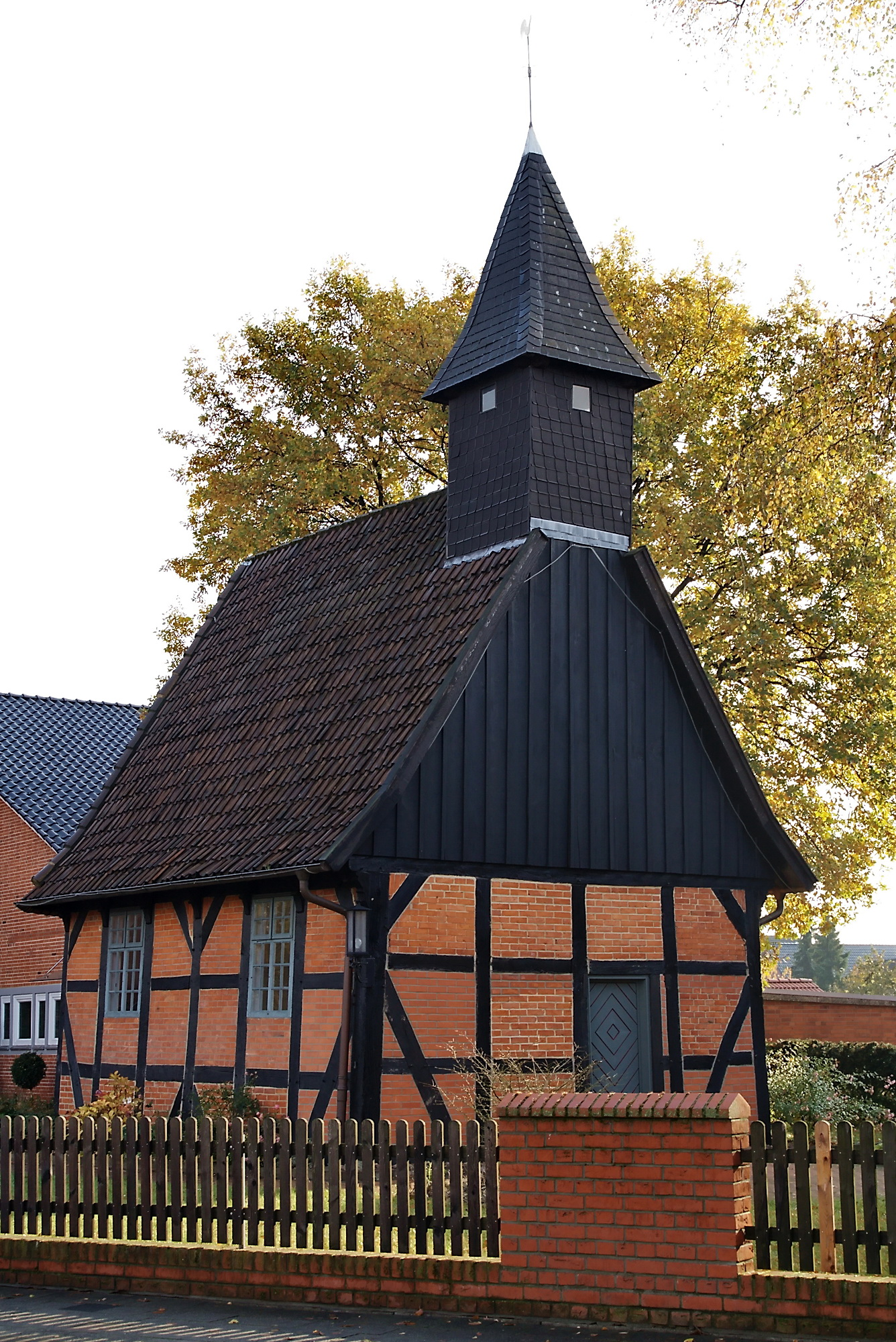
Kapel van Godshorn
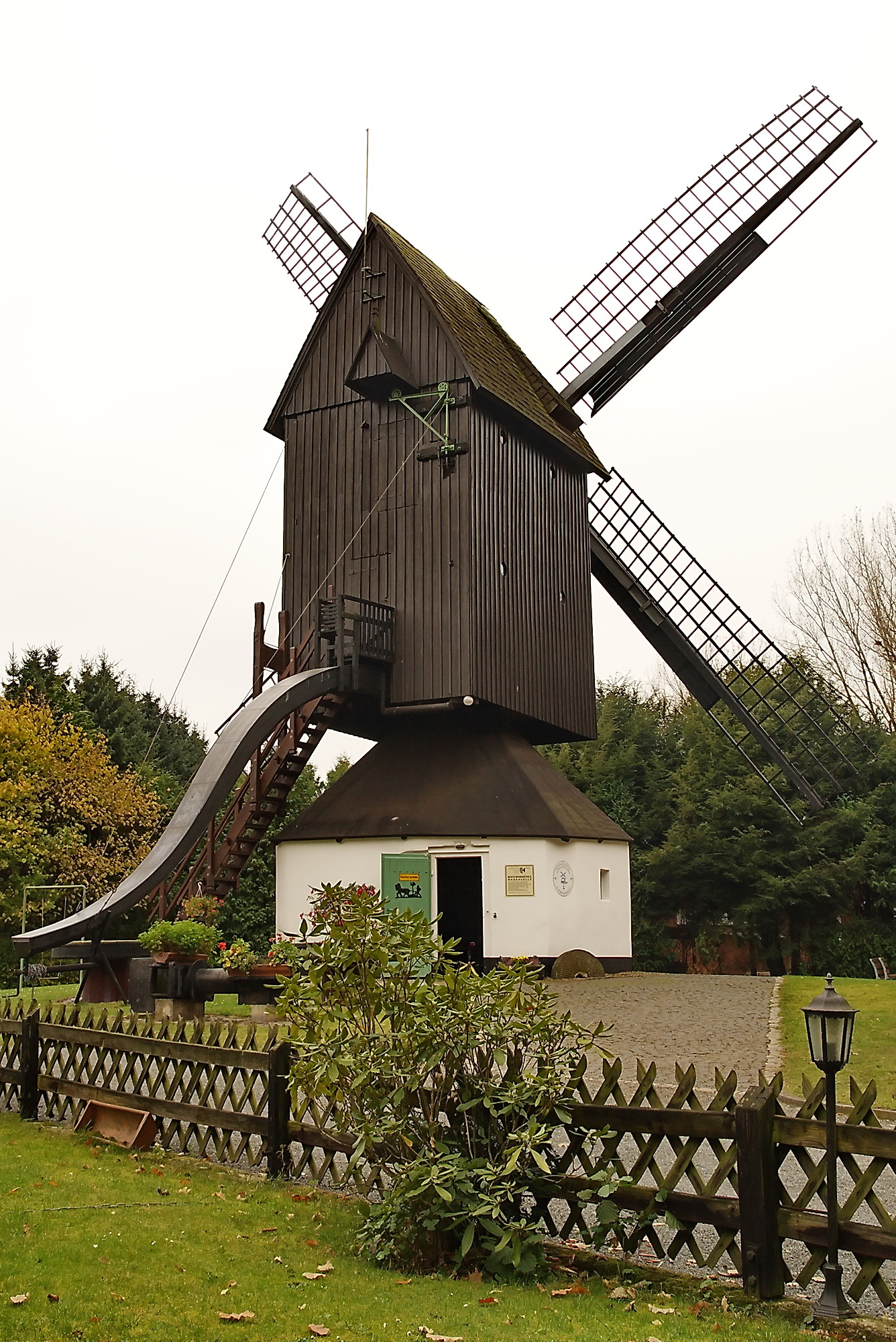
Standerdmolen te Wagenzelle
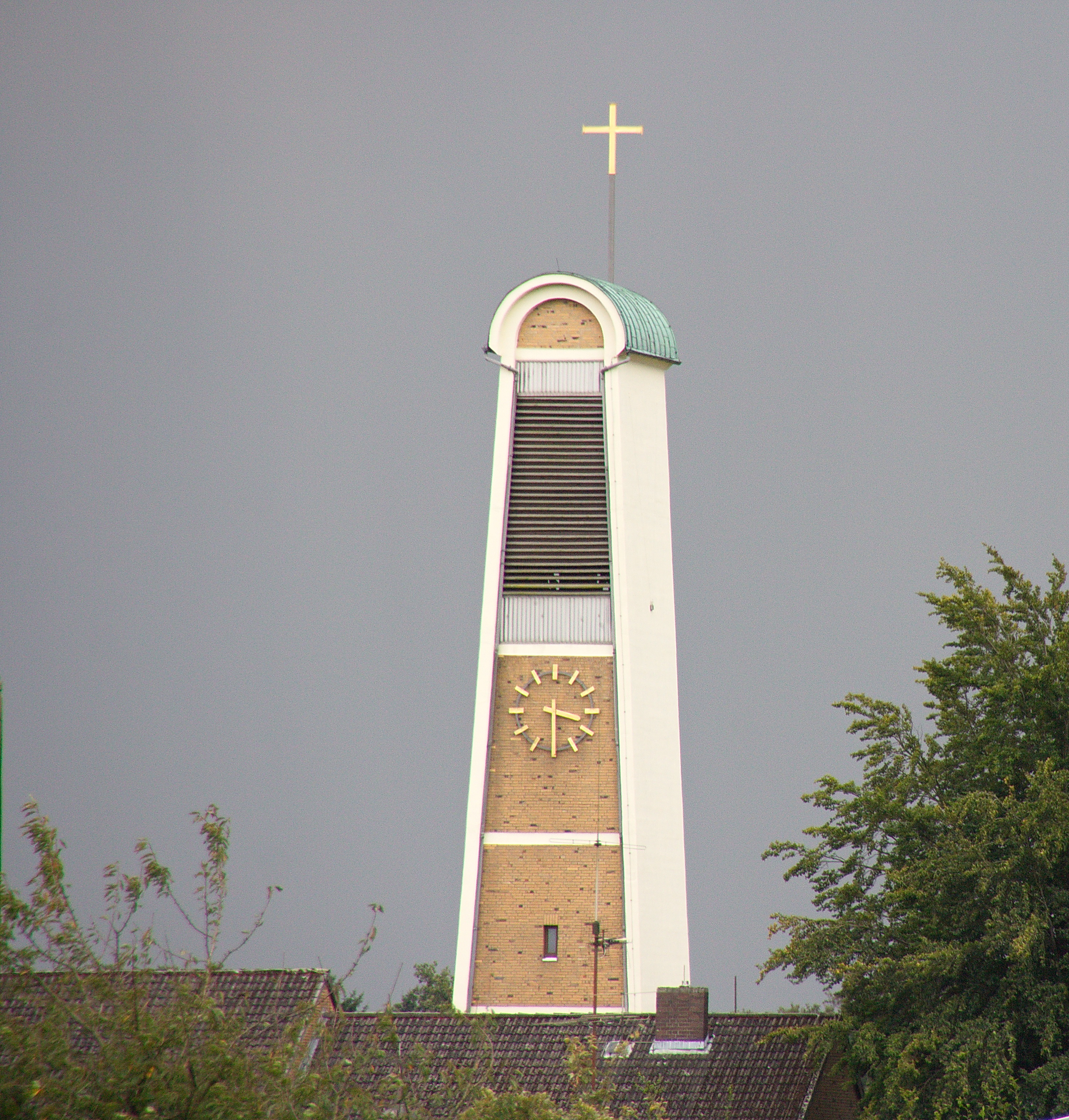
De markante kerktoren[3] te Krähenwinkel

## Geboren
- Augustus Frederick Christopher Kollmann, (1756 - 1829), componist en theoreticus
- André Breitenreiter (1973), voetballer en trainer
- De drummer van de bekende band The BossHoss, Ansgar "Frank Doe" Freyberg, werd in 1975 in de gemeente Langenhagen geboren.
- Isabelle Dölle (1999), handbalster

## Partnergemeentes
- Langenhagen-stad onderhoudt jumelages met:

- - London Borough of Southwark in Engeland
  - Novo mesto, Slovenië
  - Glogau, Polen.

- Godshorn onderhoudt een jumelage met:

- - Le Trait, Frankrijk

- Krähenwinkel onderhoudt een jumelage met:

- - Stadl-Paura, Oostenrijk

- Minder intensieve betrekkingen, Städtefreundschaften, bestaan met:

- - Joinville in de staat Santa Catarina, Brazilië
  - Rodewisch in het Vogtland (Saksen)
  - Bijeljina in Bosnië-Herzegovina.

- Gemeinsame Normdatei: 4034506-3
- Library of Congress Control Number: n86023384
- MusicBrainz: e0c06afe-f0fb-4e3e-8a18-38e86a4e1615
- Nationale Bibliotheek van Tsjechië: ge928112
- Nationale Bibliotheek van Israël: 987007567102305171

Barsinghausen ·
Burgdorf ·
Burgwedel ·
Garbsen ·
Gehrden ·
Hannover ·
Hemmingen ·
Isernhagen ·
Laatzen ·
Langenhagen ·
Lehrte ·
Neustadt am Rübenberge ·
Pattensen ·
Ronnenberg ·
Seelze ·
Sehnde ·
Springe ·
Uetze ·
Wedemark ·
Wennigsen (Deister) ·
Wunstorf